# 丘野あいり
丘野あいり（おかの あいり、1989年9月24日 - ）は、日本の女優、女性タレント。所属事務所は東京プロデュースセンター。東京都生まれ。

## 人物
- サイズ 身長160cm・B.88・W.61・H.87・49kg
- 趣味・特技 コスプレ 音楽鑑賞、料理
- 天真爛漫な美少女アイドル・丘野あいりのイメージ。あどけない笑顔とふいに見せる大人びた表情のギャップが何とも魅惑的。コスプレが趣味　出展:「キネマ旬報社」データベース
- コスプレが良く似合う妹系アイドル　出展: Oricon」データベース
- 萌え系グラビアアイドル　出展: 「キネマ旬報社」データベース

## 主な出演作品
TV
- 努くん（セクシー大運動会）#134〜138　放送日2008年05月03日,10日,17日,24日,31日（毎週土曜日）23:45〜24:00（株）テレビ埼玉 / 千葉テレビ放送（株） / 東京メトロポリタンテレビジョン（株）

DVD
- 始めまして　ベガファクトリー 発売日: 2008/02/07
- VIVA (ハート) IDOL [DVD]　ソフト・オン・デマンド 発売日: 2008/10/09

　レイヤーズキュート　DVD CosMax
雑誌
- スコラ 2008年 12月号　スコラマガジン
- ホイップ 2008年 06月号　コアマガジン
- jL×10 vol.2 [ジェイエルバイテン]　ジーオーティー
- Suppin EVOLUTION DVD　[2008年 04月号]　ジーオーティー

　2010年9月号 Chu スペシャル　　　　　8月号　Hip&Rip
　2011年8月号　Hip&Rip
　2011年9月号　華漫GOLD　　
　2011年8月号付録DVD内のショートシネマ[足と風の戯れ]主演。自然体の演技は評価が高い。監督は　犬のおまわりさん等をてがけた有馬顕が担当、壇蜜も共演し興味ある作品に仕上がっている。